# Ершов, Владимир Аркадьевич (революционер)
Владимир Аркадьевич Ершов (1859—1922) — русский революционер.

## Биография
Родился 28 мая 1859 года в Харькове в семье мещан. Брат — Ершов, Константин Аркадьевич (1862—1885).
В 1879 году окончил московское коммерческое училище. Затем учился в Московском техническом училище, которое не окончил.
В середине 1880-х годов жил в Москве, занимался преподаванием уроков, обратил на себя внимание жандармских властей отношениями с сёстрами Верой и Евой Шефтель и другими политически неблагонадёжными лицами.
В 1884—1885 годах состоял членом центральной московской народовольческой группы и входил в группу П. Н. Лебедева, своего товарища по коммерческому училищу, занимавшуюся пропагандой среди московских рабочих. В конце 1884 года от имени московской народовольческой организации вёл переговоры с А. Н. Бахом. Был арестован 2 декабря 1885 года и привлечён к дознанию при Московском жандармском управлении по делу П. Н. Лебедева и других народовольцев по обвинению в хранении запрещённых изданий и в пропаганде среди рабочих. Содержался под стражей до 20 мая 1886 года.
16 июля 1887 года был подвергнут одиночному тюремному заключению на 6 месяцев. По отбытии наказания подчинён с 5 марта 1888 года негласному надзору с воспрещением жительства в столицах и столицах губерний. В марте 1888 года переехал в Тверь.
В Твери в 1888—1890 годах жил на одной квартире с поднадзорной В. И. Дмитриевой, на которой женился. В 1890 году был привлечён к дознанию по обвинению в связях с организовавшимся в Париже революционным кружком русских эмигрантов-террористов. Во время дознания находился под особым надзором. По окончании дознания, 17 июня 1891 года, был подвергнут одиночному тюремному заключению на 6 месяцев с последующим подчинением негласному надзору на срок по усмотрению министра внутренних дел. Наказание отбывал в Петербургской одиночной тюрьме с 26 октября 1891 года по 14 апреля 1892 года. По отбытии наказания был подчинён негласному надзору с запретом жительства на 3 года, помимо столицы и столиц губерний, в университетских городах, в Твери, Нижнем Новгороде, Саратове и Рязани.
Затем поселился вместе с В. И. Дмитриевой в Воронеже, где устроился в качестве писца сначала в казённой палате, а потом в уездной земской управе. Службу оставил в 1899 году.
В конце 1890-х годов сотрудничал в местных газетах и состоял переводчиком иностранных языков в редакции газеты «Воронежский Телеграф».
В начале 1900-х годов жил в Ростове-на-Дону, где состоял корректором газеты «Донская Речь», а потом снова поселился в Воронеже.
В 1902 и 1905 годах был за границей. В 1902 году был подвергнут обыску и привлекался к дознанию по делу «Северного Союза».
В 1906—1907 годах был секретарём газеты «Воронежское слово». Принимал близкое участие в организации воронежского народного университета, был членом правления, работал там до Октябрьской революции в секции внешкольного образования.
В 1918—1919 годах работал в кооперации. В 1920 году поселился в Сочи, где работал в статистическом бюро и в Музее краеведения. В ноябре 1920 года был арестован, в следующем году — освобождён.
Умер в Сочи 28 февраля 1922 года.